# Taron Egerton
Taron Egerton (* 10. listopadu 1989 Birkenhead, Merseyside, Anglie) je velšský herec. Je držitelem Zlatého glóbu.

## Život
Rodiče pocházejí z Liverpoolu, babička je z Walesu. Křestní jméno je zkomolenina slova "Taran", což je ve velštině výraz pro "blesk". Většinu svého dětství (12 let) strávil v atraktivní turistické destinaci Llanfairpwllgwyngyll, otec tehdy provozoval motely s rychlým občerstvením, matka byla sociální pracovnicí, pak se rodina přestěhovala do Aberystwyth ve Walesu. Taron Egerton dosud často měnil v rámci
britských ostrovů svoje bydliště, často cestoval, proto ve svých filmových rolích mluví plynně a obratně několika dialekty, v konverzaci však používá výhradně velštinu, protože se považuje za ryzího Velšana. Absolvoval všeobecnou školu "Ysgol Penglais", v roce 2012 dokončil studium herectví na "The royal academy of dramatic actors" bakalářskou zkouškou - díky tomu je jeho umělecké vzdělání často zkráceně označováno jako "RADA-trained". Věnuje se také zpěvu (tenor) a tanci, také se specializuje na jevištní bojové souboje a jejich muzikálně-taneční formy, k jeho zájmům patří literatura a cestování. Je fanoušek fotbalového klubu Manchester United FC.

## Kariéra
Jako filmový herec debutoval v roce 2011 malou rolí ve dvou epizodách televizního seriálu Lewis as Liam Jay. V dalším období byl obsazen do seriálu The Smoke. V roce 2014 byl obsazen do hlavních role filmu Kingsman: Tajná služba. V roce 2018 bude uveden remake filmu Billionaire Boys Club z roku 1987, kde byl obsazen do hlavní role vedle slavného Kevina Spaceyho. V roce 2017 mělo premiéru pokračování britského akčního filmu ve stylu bondovek s názvem Kingsman: Zlatý kruh.
V roce 2016 se sám dočkal hlavní role v animovaném americkém muzikálu Zpívej, ve stejném roce byl v nejužším výběru pro roli Kyklopa ve filmu X-men: Apocalypse, nakonec ji nedostal.
V roce 2015 a v roce 2016 byl vyhlášen jedním z nejlépe oblékaných britských mužů. V roce 2018 získal roli Eltona Johna v připravovaném filmu Rocketman.

## Filmografie

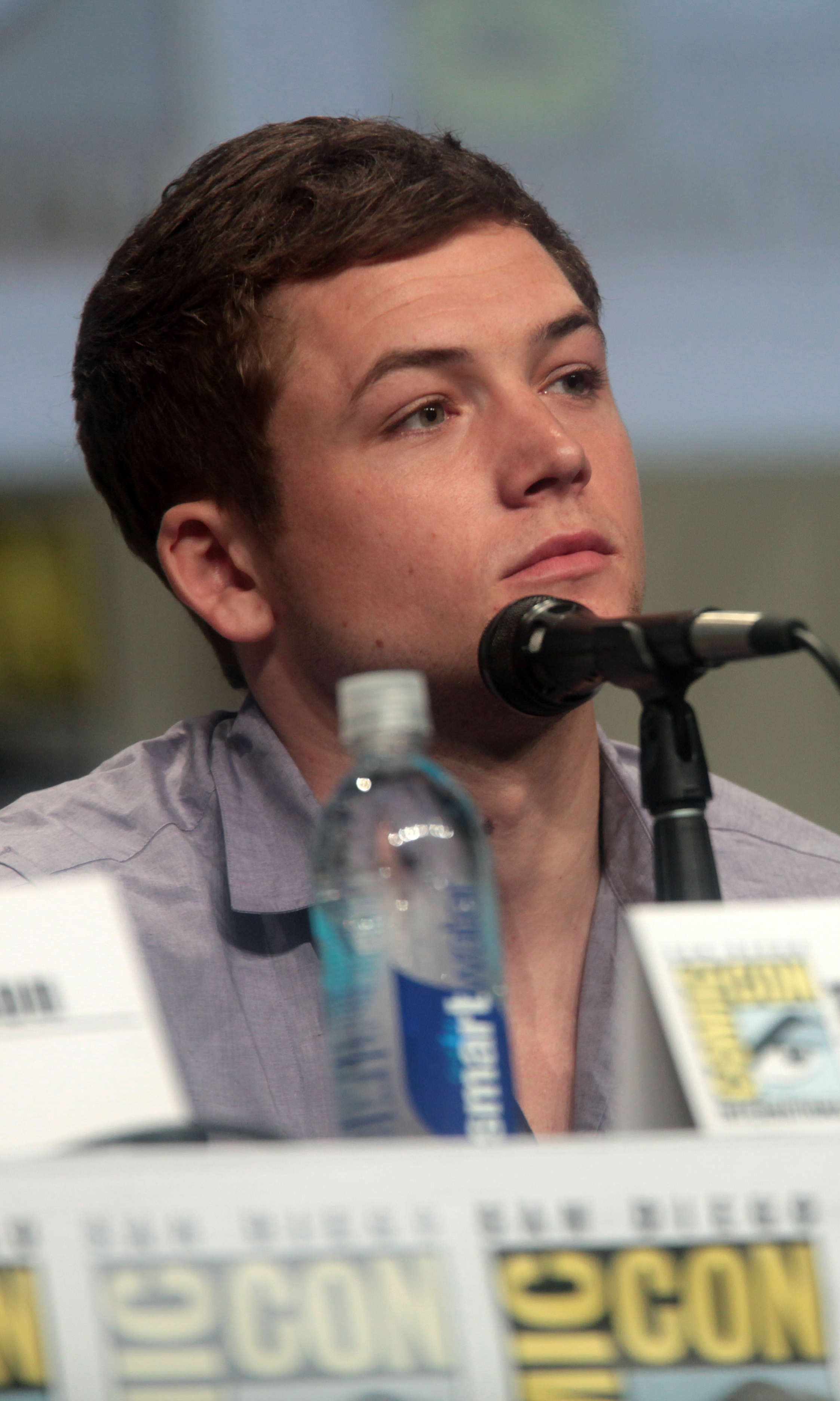
Tisková konference k uvedení filmu Kingsman: Tajná služba (2014) v kongresovém centru Comic-Conu, San Diego, Kalifornie

### Film
| Rok  | Název                  | Role                         | Poznámky               |
| ---- | ---------------------- | ---------------------------- | ---------------------- |
| 2014 | Testament mládí        | Edward Brittain              |                        |
| 2014 | Kingsman: Tajná služba | Gary „Eggsy“ Unwin           |                        |
| 2015 | Legendy zločinu        | Edward „Mad Teddy“ Smith     |                        |
| 2016 | Orel Eddie             | Eddie „Orel“ Edwards         |                        |
| 2016 | Zpívej                 | Johnny (hlas)                |                        |
| 2017 | Kingsman: Zlatý kruh   | Gary „Eggsy“ Unwin / Galahad |                        |
| 2018 | Klub miliardářů        | Dean Karny                   |                        |
| 2018 | Robin Hood             | Robin Hood                   |                        |
| 2019 | Rocketman              | Elton John                   |                        |
| 2021 | Zpívej 2               | Johnny (hlas)                |                        |
| 2023 | Tetris                 | Henk Rogers                  | také výkonný producent |
| 2023 | Příručák               | Ethan Kopek                  |                        |

### Televize
| Rok  | Název                               | Role                 | Poznámky                          |
| ---- | ----------------------------------- | -------------------- | --------------------------------- |
| 2013 | Vraždy v Oxfordu                    | Liam Jay             | 2 díly                            |
| 2014 | The Smoke                           | Dennis „Asbo“ Severs | hlavní role, 8 dílů               |
| 2018 | Daleká cesta za domovem             | El-Ahrairah (hlas)   | minisérie                         |
| 2019 | Údolí Muminků                       | Moomintroll (hlas)   |                                   |
| 2019 | The Dark Crystal: Age of Resistance | Rian (hlas)          |                                   |
| 2022 | Volavka                             | Jimmy Keene          | minisérie; také výkonný producent |

### Divadlo
| Role | Název                     | Role  | Lokace                 |
| ---- | ------------------------- | ----- | ---------------------- |
| 2012 | The Last of the Hausmanns | Danny | Národní divadlo Londýn |
| 2013 | No Quarter                | Tommy | Royal Court Theatre    |

### Hudební videa
| Role | Umělec      | Skladba      | Album                   |
| ---- | ----------- | ------------ | ----------------------- |
| 2015 | Lazy Habits | „The Breach“ | The Atrocity Exhibition |

### Audioknihy
| Rok  | Název                                                 | Poznámky |
| ---- | ----------------------------------------------------- | -------- |
| 2018 | Jeff Wayne's The War of the Worlds: The Musical Drama |          |

## Ocenění a nominace
| Rok  | Ocenění                       | Kategorie                                         | Práce                  | Výsledek  |
| ---- | ----------------------------- | ------------------------------------------------- | ---------------------- | --------- |
| 2014 | Filmový festival v Londýně    | nejlepší nováček                                  | Testament mládí        | nominace  |
| 2015 | Golden Schmoes Awards         | objev roku                                        | Kingsman: Tajná služba | nominace  |
| 2015 | Teen Choice Awards            | objev roku                                        | Kingsman: Tajná služba | nominace  |
| 2016 | Empire Awards                 | nejlepší nováček                                  | Kingsman: Tajná služba | vítězství |
| 2016 | Filmová cena Britské akademie | vycházející hvězda                                | Kingsman: Tajná služba | nominace  |
| 2016 | Teen Choice Awards            | filmový objev roku                                | Kingsman: Tajná služba | nominace  |
| 2016 | Cena Saturn                   | nejlepší herec                                    | Kingsman: Tajná služba | nominace  |
| 2016 | Teen Choice Awards            | nejlepší filmový herec: drama                     | Orel Eddie             | nominace  |
| 2018 | CinemaCon Awards              | akční hvězda roku                                 |                        | vítězství |
| 2019 | Zlatý glóbus                  | nejlepší mužský herecký výkon (komedie / muzikál) | Rocketman              | vítězství |